# Sparkline
Une sparkline est une visualisation de données qui représente la forme générale de l'évolution d'une variable sur une ligne. La sparkline est en général insérée dans un texte et dans un tableau. C'est une visualisation de données inventée par Edward Tufte.